# Paolo Morando
Paolo Morando, noto come il Cavazzòla (Verona, 1486 – Verona, 13 agosto 1522), è stato un pittore italiano.
Si formò dapprima nella bottega di Domenico Morone e successivamente in quella del figlio, Francesco.
La sua prima opera documentata risale al 1508: si tratta di una Madonna col Bambino, oggi conservata al Museo di Castelvecchio.
Nel 1514 collaborò alla decorazione della cappella di San Biagio presso la chiesa dei Santi Nazaro e Celso a Verona, dove dimostrò di aver già raggiunto una maturità pittorica indipendente dagli insegnamenti dei suoi maestri.
Il suo capolavoro, tuttavia, fu realizzato nel 1517, quando la Compagnia della Croce gli commissionò il Polittico della Passione per la chiesa di San Bernardino a Verona.
Tale polittico, costituito da cinque tele e da una predella con quattro tavole, mostra una sapiente combinazione delle diverse correnti artistiche popolari a Verona in quel periodo.
Oltre ai consueti riferimenti ai maestri veneziani e lombardi, si notano influenze di Andrea Mantegna, Giovanni Bellini, Giovan Francesco Caroto, e persino suggestioni provenienti dal nord Europa.
Negli anni successivi, Morando ebbe un periodo particolarmente prolifico, alternando la produzione di opere a soggetto sacro alla ritrattistica. La sua vivace attività artistica si interruppe improvvisamente il 13 agosto 1522 quando la morte lo colse ancora giovane. La sua ultima opera conosciuta, la Pala delle Virtù, è considerata una delle sue migliori tele. Oltre che nella sua città natale, le sue opere sono oggi esposte in numerosi musei in tutta Europa.

## Biografia

### Nascita e formazione

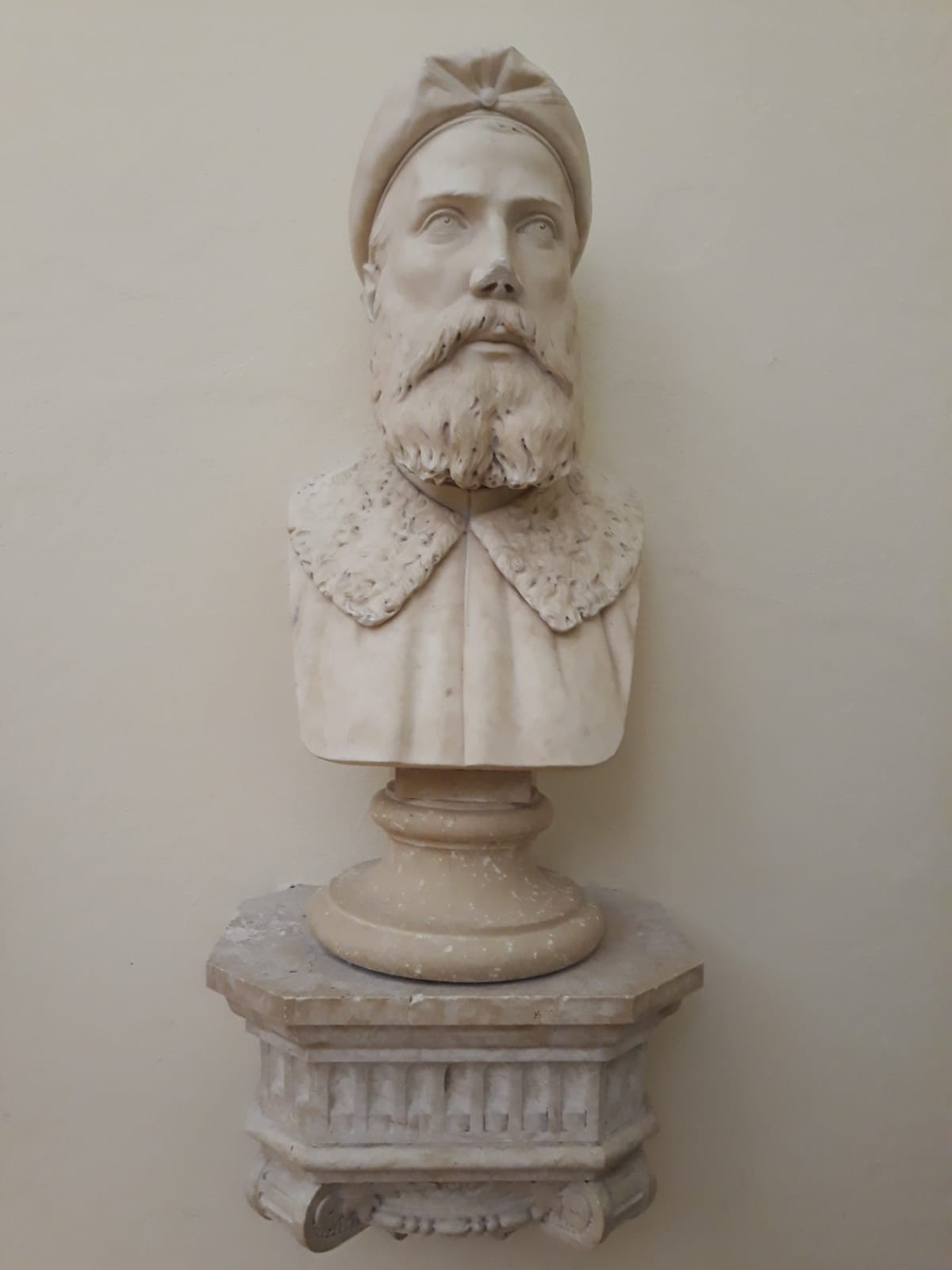
Il busto di Paolo Morando presso la protomoteca della biblioteca civica di Verona

Paolo Morando, soprannominato "Cavazzòla" come il padre, nacque a Verona tra il 1486 e il 1488. Suo padre, Taddeo Morando, era un mercante di stoffe, un pezarolus nella terminologia dell'epoca. La famiglia Morando probabilmente viveva nella contrada di San Vitale della città scaligera, frequentata principalmente da lavoratori tessili, ma in seguito si trasferì nella contrada di San Paolo. Paolo visse con i genitori fino al 1517. La sua vita personale è poco conosciuta, e le informazioni disponibili provengono principalmente dalla biografia scritta da Giorgio Vasari ne Le Vite, dove lo descrive come un «giovane d'ottimi costumi e senza macchia d'alcun vizio».
La sua formazione artistica ebbe inizio nella bottega di Domenico Morone, dove ebbe modo di frequentare altri pittori come Girolamo dai Libri e Michele da Verona. Successivamente, proseguì il suo apprendistato con Francesco Morone, figlio di Domenico. Dai Morone apprese principalmente la lezione cromatica brillante tendente al rossastro e l'attenzione alle luminosità.

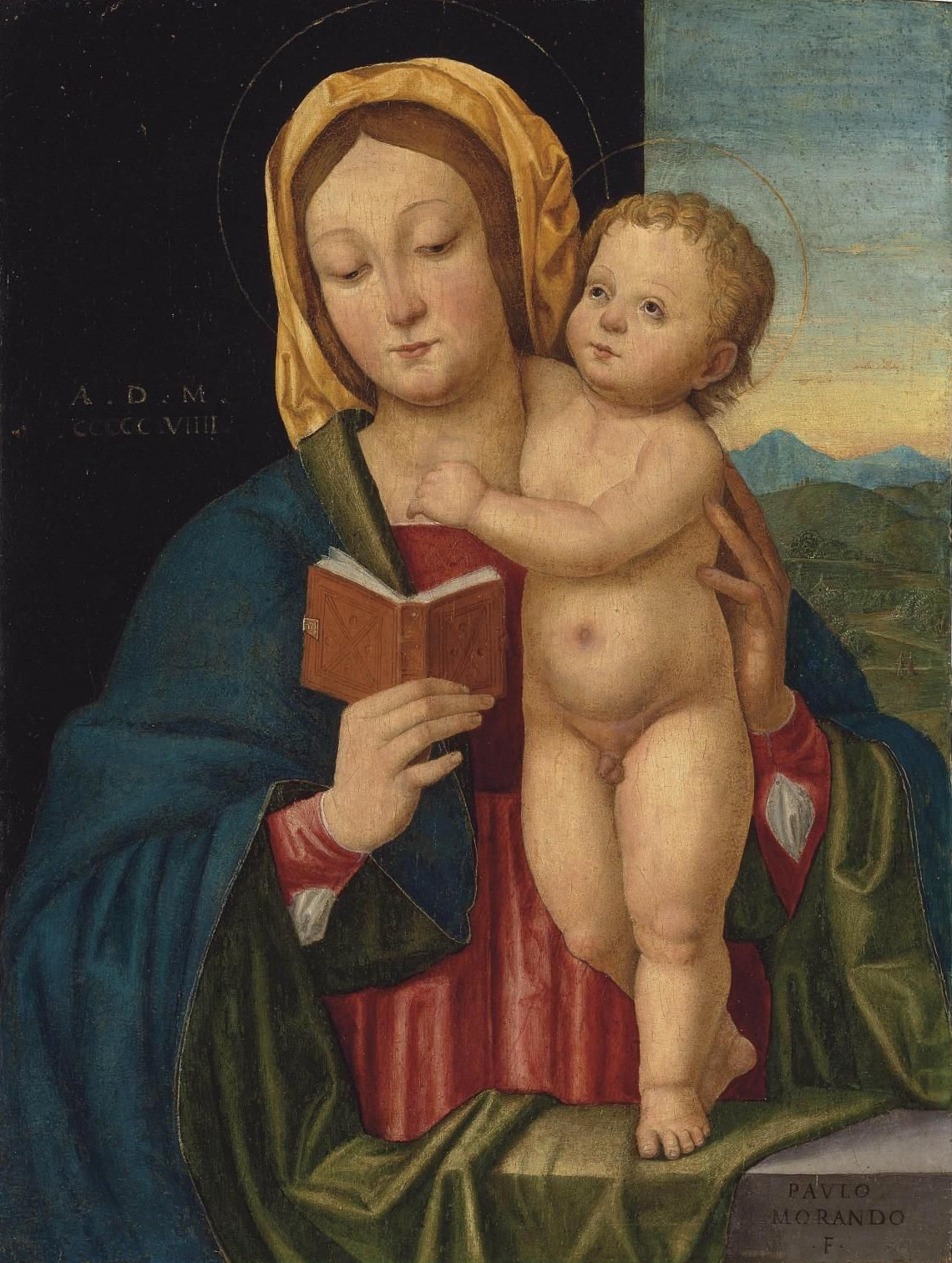
Madonna con il Bambino che legge, villa Cagnola, Varese

La sua prima opera conosciuta è una Madonna col Bambino, dipinta probabilmente prima del 1508 e attualmente conservata al museo di Castelvecchio di Verona. Questo dipinto mostra influenze stilistiche di Francesco Morone, tanto da sembrare «quasi un anonimo prodotto di bottega se non fosse» per la firma di Paolo. Le sue opere successive, come la Madonna con il Bambino lattante e angeli, esposta oggi alle Gallerie dell'Accademia di Venezia, e la Madonna con il Bambino che legge datata 1509 e conservata a Villa Cagnola a Varese, mostrano una maggiore originalità e vivacità, tanto che Vasari arrivò a dire che Paolo «seppe molto più che il maestro». Queste opere rappresentano eccellenti esempi di scuola veronese sapientemente contaminati da influssi provenienti da altri artisti, come Andrea Solario e Vincenzo Foppa. Sono state notate anche alcune somiglianze con Francesco Bonsignori per la plasticità e l'intensità delle ombre, dalla parvenza scultorea.

### Maturità
Nel 1509 si trovò ad aiutare il maestro Francesco Morone nella realizzazione degli apparati decorativi della cappella Miniscalchi presso la basilica di Santa Anastasia a Verona, lavoro che venne terminato l'anno seguente. Si ritiene che i due pittori raffigurarono una Pentecoste per il catino absidale, sebbene a partire dal 2008 la critica abbia messo in dubbio l'effettiva partecipazione di Morando, ipotizzando che l'opera sia stata realizzata dal solo Morone. La pala e la predella della cappella sono invece un lavoro del 1518 di Nicola Giolfino.

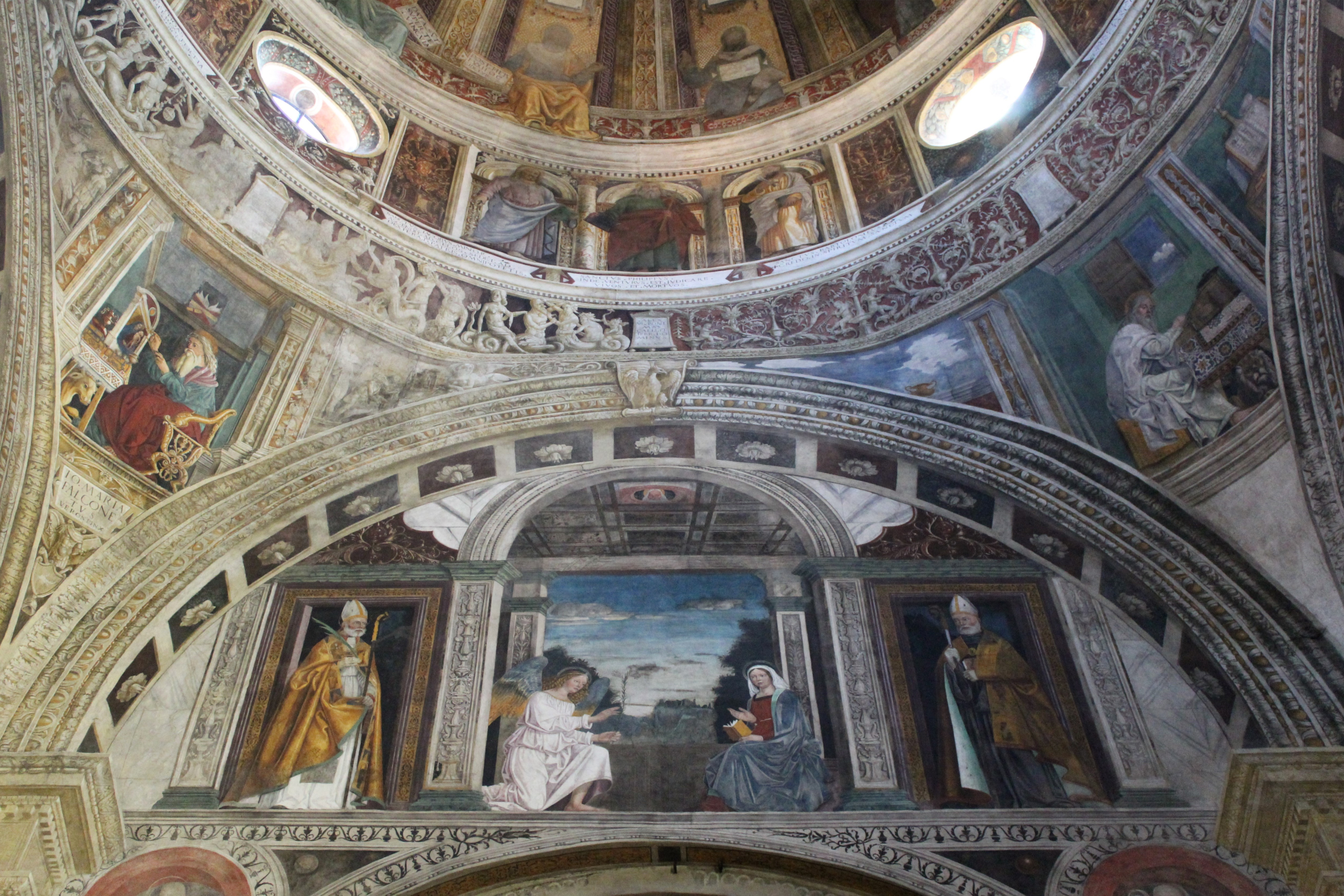
Annunciazione con ai lati San Biagio e San Zeno, cappella di San Biagio, Verona

Successivamente Paolo collaborò nella decorazione della cappella di San Biagio presso la chiesa cittadina dei Santi Nazaro e Celso. L'impresa, iniziata nel 1497 (sebbene la costruzione della cappella fosse cominciata già nel 1488), vide la partecipazione di alcuni tra i più rinomati pittori veronesi del tempo. Oltre a Morando, infatti, vi presero parte anche Giovanni Maria Falconetto, Francesco e Domenico Morone, e Bartolomeo Montagna, che realizzarono «la più rilevante impresa ornamentale nella Verona al passaggio tra i due secoli». Al Cavazzòla, all'interno di questo grandioso apparato decorativo, spetta una Annunciazione con ai lati la raffigurazione di San Biagio e San Zeno all'interno di riquadri. Seguendo l'impronta data da Falconetto, il principale artefice della cappella, Morando scelse la strada dell'architettura dipinta con soluzioni prospettiche tipiche del secolo precedente. Il paesaggio di sfondo è invece di ispirazione lombarda, mentre per i due santi si nota l'influsso del contributo apportato da Montagna per la stessa cappella. In quest'opera, Cavazzòla dimostrò di aver pienamente assimilato gli insegnamenti giovanili, quali la plasticità delle forme, la chiarezza cromatica e gli ornamenti intrisi di luminosità, su uno sfondo prospettico-illusionistico sensibile all'opera di Bramante e Mantegna. A proposito del suo intervento, è stato inoltre osservato di come «marchi il rilievo raggiunto in quel momento, ormai slegato dal maestro».
Nel 1514 firmò anche una Madonna con San Giovannino, conservata a Berlino ma andata distrutta nel 1945, anch'essa chiara testimonianza del suo «affrancamento dai modi di Morone».

### Il capolavoro:Polittico della Passione

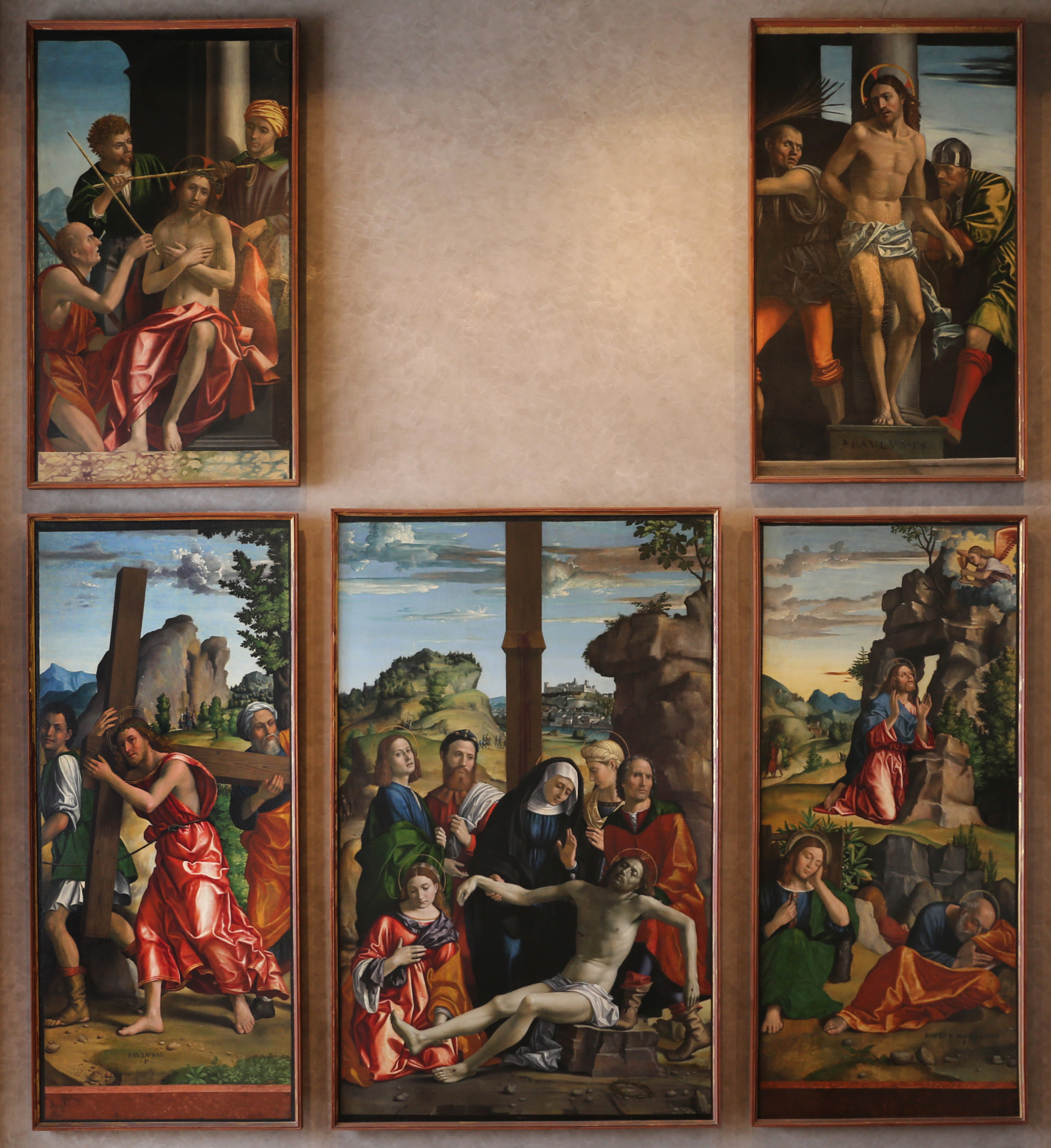
Polittico della Passione, museo di Castelvecchio, Verona

Verso il 1517, Paolo Morando iniziò a lavorare per il francescano convento di san Bernardino a Verona. Fin da subito realizzò un affresco per il chiostro dove raffigurò San Francesco d'Assisi (oggi andato perduto) e San Bernardino. Ma fu per la cappella Avanzi dello stesso monastero che realizzò, sempre intorno al 1517, quello che è considerato il suo capolavoro: il cosiddetto Polittico della Passione. Cavazzòla ricevette la commissione dalla Compagnia della Croce che desiderava un'opera composta da cinque tele da collocarsi in rispettivi scomparti e da una predella di quattro tavole.
Considerata una «composizione molto creativa nel panorama rinascimentale veronese», la critica ha osservato come questa sia debitrice di prestiti da diversi altri autori, soprattutto dei classicisti del centro Italia oltre che ai consueti maestri veneziani e lombardi. Nella tela Orazione nell'orto degli ulivi sono chiari gli influssi di Giovanni Bellini, di Giovan Francesco Caroto e dell'arte tedesca. Altri rimandi sono da ricercarsi nella pala di San Zeno di Andrea Mantegna che tanto ispirò la scuola veronese. Al centro del polittico spicca la grande tela con Deposizione di Cristo, articolata «in tre piani sovrapposti distribuendo le figure in gruppi correlati dall'andamento delle braccia di Cristo». Secondo quanto racconta il Vasari, Cavazzòla realizzò il suo autoritratto per la figura del Nicodemo posto alla sinistra della scena e sembra che anche gli altri volti siano ritratti di persone amiche (forse altri artisti) di Morando, ad eccezione di Maria di Cleofa le cui sembianze provengono da un'incisione di Marcantonio Raimondi.
Il critico Christian Hornig, a proposito dell'opera, ha osservato che nella composizione e nei visi, «Cavazzòla crea in un certo senso una sintesi fra l'immobile plasticismo dei Morone e l'eccentrico dinamismo di Liberale. Il paesaggio nel fondo, con una veduta di Verona in toni freddi bianchi-azzurri, esprime la posizione mantegnesca quasi indipendente della scuola veronese, la quale non adotta la fusione delle forme tipica del giorgionismo veneziano, ma continua a costruire singole figure caratterizzate da un forte plasticismo e staccate dal paesaggio».
Il polittico si trova oggi esposto al museo di Castelvecchio di Verona mentre nella cappella Avanzi è stato sostituito da una copia ottocentesca.

### Apice

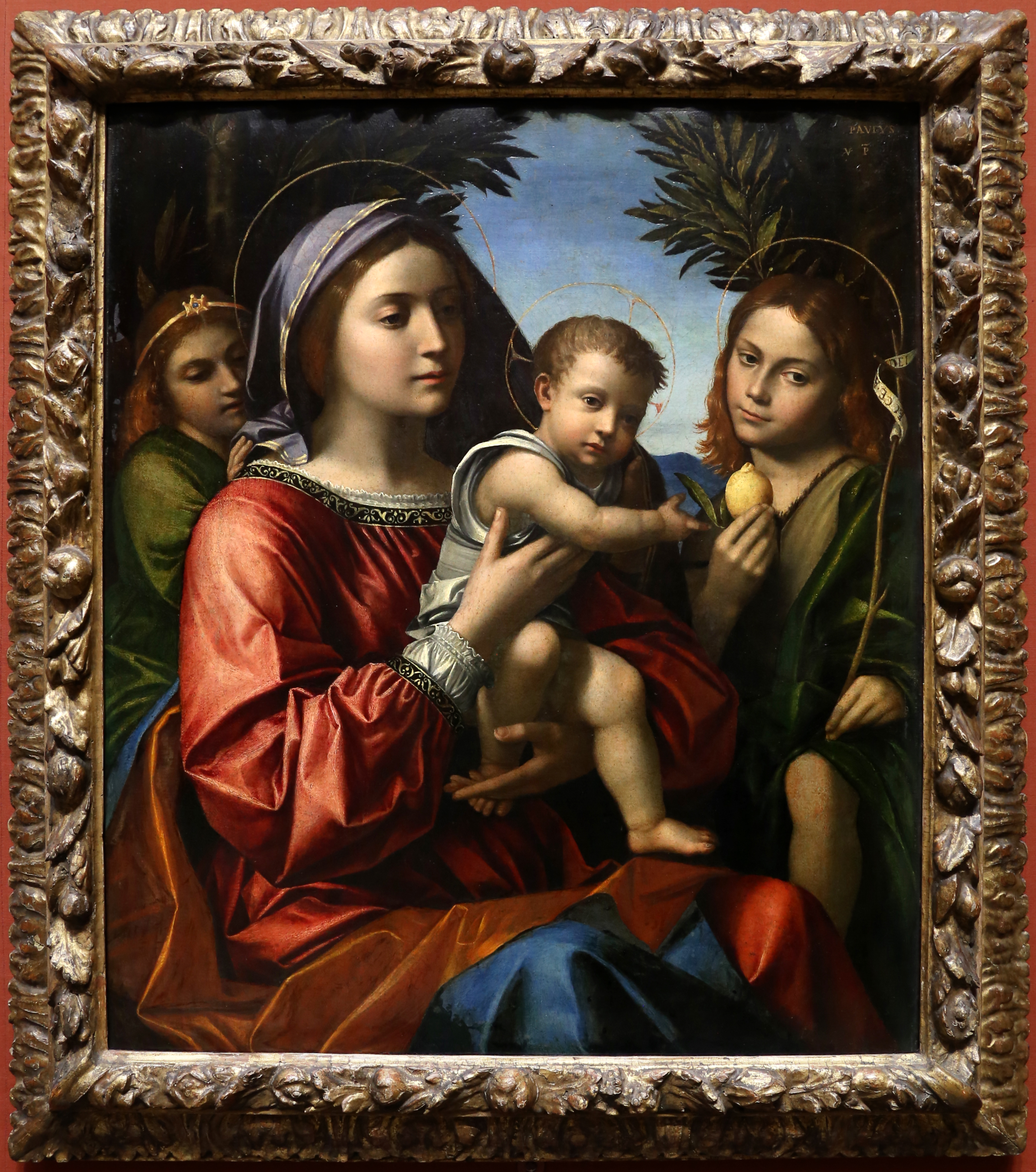
Madonna col Bambino, san Giovanni e un angelo, National Gallery, Londra

L'impresa del Polittico procurò a Paolo Morando un grande successo che gli valse numerose nuove commissioni, che lo accompagnarono per tutta la sua breve vita. Tra il 1518 e il 1519 realizzò diverse opere. Tra queste, una Madonna col Bambino, oggi al museo Poldi Pezzoli di Milano; una Madonna col Bambino e un angelo, conservata allo Städel Museum di Francoforte e una Madonna col Bambino, san Giovanni e un angelo, in deposito presso la National Gallery di Londra in cui si notano molteplici influenze in particolare di origine leonardesche, considerata «forse la più importate rappresentazione di questo tema lasciata dal Cavazzòla».
Sempre alla National Gallery, un San Rocco del 1518, «documenta l'inizio del periodo più tardo dell'artista» in cui i «toni gialli veneziani sostituiscono i colori freddi di gusto lombardo che usava prima» e in cui Morando riesce a conferire «una nuova profondità quasi drammatica all'espressione». Originariamente parte di un trittico, realizzato per la Chiesa di Santa Maria della Scala nella città natale, l'opera era composta anche da una Vergine col Bambino e sant'Anna di Girolamo dai Libri e da un San Sebastiano (oggi perduto) di Francesco Torbido.
Intensa fu anche l'attività ritrattistica. Sempre nel 1518 realizzò un Ritratto d'uomo, oggi alla Gemäldegalerie Alte Meister di Dresda, le cui «forme voluminose del maturo Cinquecento, dall'espressione grave e severa, quasi malinconica, tipica della poetica dell'artista». Un'altra tela dal soggetto simile e ascrivibile allo stesso anno si trova alla Národni galerie di Praga. Nel 1519 realizzò un Ritratto di Giulia Trivulzio, oggi parte di una collezione privata, che ha fatto ipotizzare un possibile viaggio a Milano del pittore, che peraltro spiegherebbe i forti influssi dell'arte lombarda sulla sua produzione più tarda.

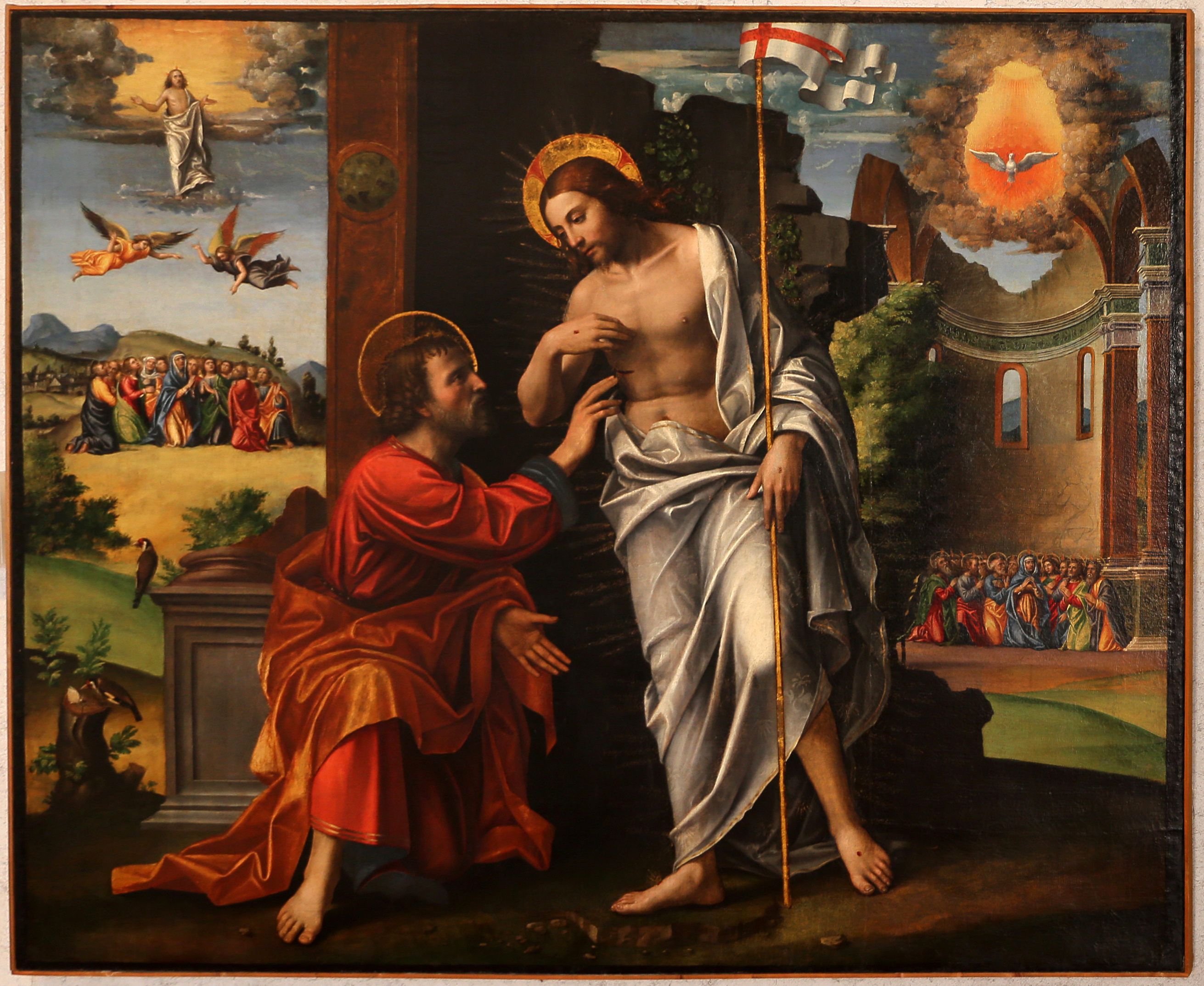
Incredulità di san Tommaso, museo di Castelvecchio, Verona

Negli anni seguenti, gli ultimi di Morando, la sua tavolozza si fa infatti più severa, con tinte scure tipiche della maniera lombarda e in particolare di quella leonardesca. Tra i lavori più significativi di questo periodo vi sono, ad esempio, Incredulità di san Tommaso, L'arcangelo Michele e san Paolo, I santi Pietro e Giovanni battista, San Francesco consegna la regola alle clarisse, tutti custoditi al museo cittadino di Castelvecchio.
Paolo Morando fu attivo, seppur discontinuamente, anche come frescante, dedicandosi in particolare alla decorazione di alcune facciate di edifici cittadini. Sue sono, ad esempio, le raffigurazioni dell'Arcangelo Raffaele e Tobiolo in via Emilei e de La Sibilla mostra ad Augusto la visione della Madonna con il Bambino per casa Fumanelli in via Trezza. Nel 1520 realizzò anche due affreschi, un San Michele Arcangelo e un San Raffaele Arcangelo e Tobiolo, per i lati della cappella Fontanelli della chiesa di Santa Maria in Organo, entrambi citati da Giorgio Vasari (« [...] l'Angiolo Michele e l'Angiolo Raffaello, che sono di mano di Paulo Cavazzuola [...]»). In entrambe le opere si notano gli influssi del classicismo centro-italiano, «espresso nell'equilibrio delle pose e nel trattenuto moto delle figure». Nel San Michele, inoltre, è stato ipotizzato che Morando abbia preso a modello il lavoro de Il Pordenone nella cappella Malchiostro nel duomo di Treviso, mentre nel San Raffaele l'autore riutilizzò il modello già utilizzato per la Sibilla raffigurata in via Trezza.
L'attribuzione del Ritratto di guerriero con scudiero, conservato alla galleria degli Uffizi a Firenze, rimane ancora oggi oggetto di dibattito tra gli storici dell'arte. La maggioranza tende a collocarlo tra le opere di Giorgione realizzate all'inizio del XVI secolo, mentre altri lo ascrivono alla produzione matura di Paolo Morando, posticipandone quindi la datazione al 1520 circa.

### Pala delle Virtù e morte

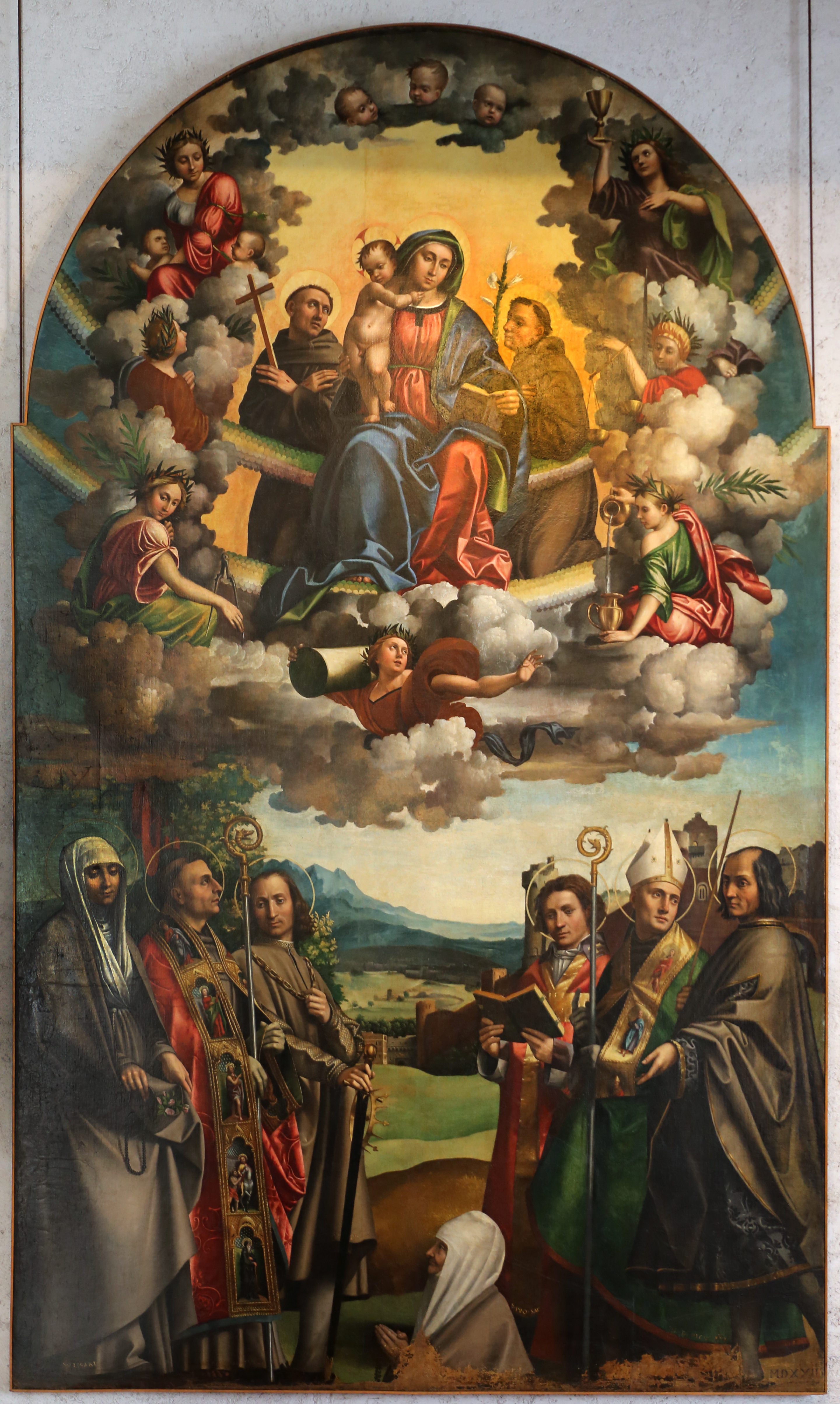
Pala delle Virtù, museo di Castelvecchio, Verona

Nel 1522 Morando terminò una delle sue opere più monumentali e pregevoli: la cosiddetta Pala delle Virtù. La tela gli fu commissionata da Bartolomea Baialotti, vedova di Guglielmo da Sacco, la quale venne raffigurata «in abisso», mentre la vedova di suo figlio, Elisabetta Verità, presta il suo volto a Elisabetta d'Ungheria rappresentata tra le figure dei santi in piedi. Gli altri santi protagonisti del dipinto, i cui volti sono ritratti di personaggi veronesi legati all'ordine francescano, sono Bonaventura da Bagnoregio, Luigi IX di Francia, Ivo, Ludovico di Tolosa e Lazzaro di Betania. Nella parte superiore invece Morando disegnò una Madonna con il Bambino e i santissimi Antonio e Francesco in gloria attorniata dalle Virtù teologali e cardinali. La pala è oggi collocata nel museo di Castelvecchio ma, originariamente, si trovava nella cappella di San Francesco presso il convento di san Bernardino, dove nell'Ottocento è stata sostituita da una copia. L'opera, elogiata dal Vasari, era corredata anche da una predella divisa in tre porzioni, di cui due oggi conservate a Castelvecchio e la terza al Museo di belle arti di Budapest.
La pala delle Virtù dovette essere l'ultima opera di Palo Morando. Egli morì a Verona il 13 agosto 1522, come attestato nel Libro del Collegio dei Santi Siro e Libera, confraternita di cui faceva parte fin dal 1517.

## Stile
Morando è considerato uno degli artisti più importanti e interessanti della Verona rinascimentale, figura di spicco prima dell'arrivo di Battista del Moro. È ricordato principalmente come un pittore di soggetti sacri, in particolare di pale d'altare, ma fu anche un eccellente ritrattista, come dimostrano alcune delle sue opere superstiti. L'unica eccezione conosciuta al di fuori di questi due generi artistici è un Sansone e Dalila, datato intorno alla seconda metà degli anni 1510 e conservato al Museo Poldi Pezzoli di Milano (sebbene vi sia qualche dubbio sull'attribuzione, con alcuni studiosi che preferiscono ascriverla a Vittore Carpaccio).
Già in giovane età riuscì a sviluppare uno stile personale, svincolandosi dall'influenza dei suoi maestri, Domenico e Francesco Morone. Probabilmente alcuni viaggi al di fuori di Verona gli permisero di entrare in contatto con altre correnti artistiche, alimentando la sua evoluzione. Le opere della sua maturità, infatti, rivelano un approccio monumentale inedito nel panorama veronese, distaccandosi dal tono ieratico e solenne tipico della pittura di Domenico Morone. Pur emancipandosi da alcuni stilemi dei suoi maestri, Morando non riuscì a liberarsi completamente da una certa staticità, retaggio della scuola di Francesco Morone che lo limitò alla raffigurazione di movimenti semplici e chiaramente definiti, coinvolgendo un numero ristretto di figure. Tuttavia, fu il primo artista veronese a cimentarsi con successo nella pittura di scene d'azione di grandi dimensioni.

## Opere principali

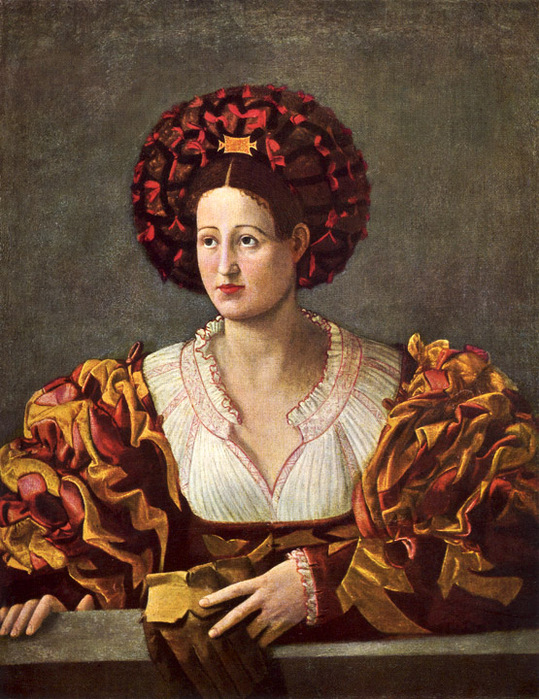
Ritratto di dama, Accademia Carrara, Bergamo

Di seguito un elenco non esaustivo delle principali opere attribuite a Paolo Morando:

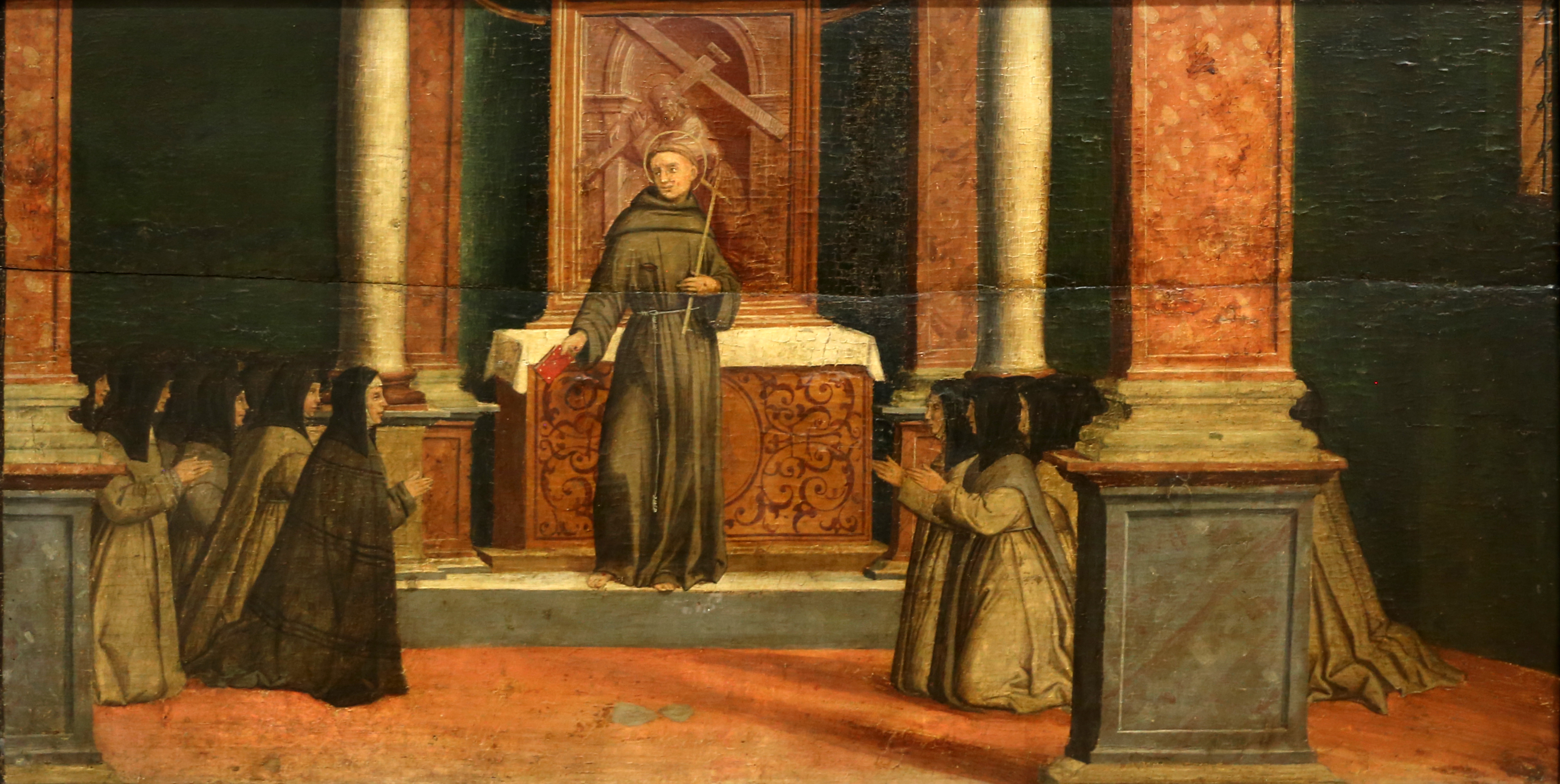
San Francesco consegna la regola alle clarisse, museo di Castelvecchio, Verona

- Annunciazione, 1510, cappella di San Biagio della chiesa dei Santi Nazaro e Celso, Verona
- Discesa dello Spirito Santo, 1509-1510, cappella Miniscalchi, basilica di Santa Anastasia, Verona
- Incredulità di san Tommaso, circa 1518-1519, museo di Castelvecchio, Verona
- I santi Pietro e Giovanni battista, museo di Castelvecchio, Verona
- L'arcangelo Michele e san Paolo, museo di Castelvecchio, Verona
- Madonna col bambino e san Giovannino (detta anche Madonna del cardellino), museo di Castelvecchio, Verona
- Madonna col Bambino, san Giovanni e un angelo, circa 1514-1518, National Gallery, Londra
- Madonna col Bambino, prima del 1508, museo di Castelvecchio, Verona
- Madonna con il Bambino che legge, 1509, Villa Cagnola, Varese[24]
- Madonna col Bambino e i santi Benedetto abate e Giovanni battista, circa 1505-1515, chiesa dei Santi Vito, Modesto e Crescenzia, Badia Calavena
- Pala delle Virtù, museo di Castelvecchio, Verona
- Polittico della Passione, 1517, museo di Castelvecchio, Verona
- Predella del polittico della Passione, museo di Castelvecchio, Verona
- Ritratto di dama, Accademia Carrara, Bergamo
- Ritratto di guerriero con scudiero, circa 1518-22, Galleria degli Uffizi, Firenze, (attribuita anche a Giorgione con datazione 1500-1510 circa)
- Ritratto di uomo, 1518, Gemäldegalerie Alte Meister, Dresda
- San Damiano, Palazzo Chiericati, Vicenza
- San Francesco consegna la regola alle clarisse, museo di Castelvecchio, Verona
- Sansone e Dalila, circa 1510-1520, Museo Poldi Pezzoli, Milano
- Vergine col Bambino, 1518, Museo Poldi Pezzoli, Milano